# 法国平定越南东京

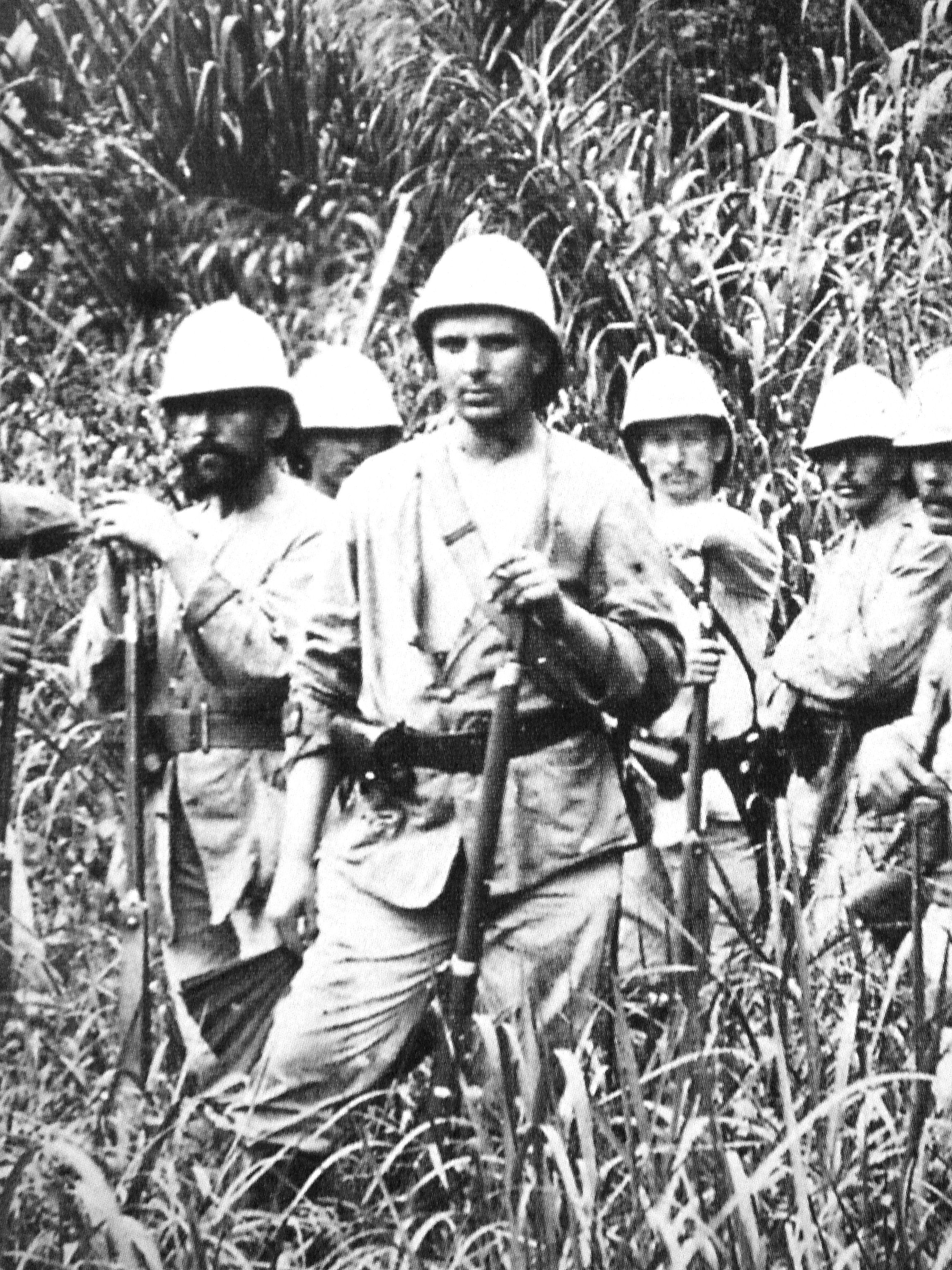
在越南東京的法國士兵

法国平定越南东京（1886-1896年）是法蘭西殖民帝國在东京北部地区（今日的越南北部地区）进行的一场缓慢但最终成功了的军事和政治行动，其目的是在東京遠征结束后重整秩序，建立東京保護國，並镇压了勤王運動。